# Liste der Baudenkmäler in Kleinkahl
Auf dieser Seite sind die Baudenkmäler in der unterfränkischen Gemeinde Kleinkahl zusammengestellt. Diese Tabelle ist eine Teilliste der Liste der Baudenkmäler in Bayern. Grundlage ist die Bayerische Denkmalliste, die auf Basis des Bayerischen Denkmalschutzgesetzes vom 1. Oktober 1973 erstmals erstellt wurde und seither durch das Bayerische Landesamt für Denkmalpflege geführt wird. Die folgenden Angaben ersetzen nicht die rechtsverbindliche Auskunft der Denkmalschutzbehörde.
 Diese Liste gibt den Fortschreibungsstand vom 16. April 2020 wieder und enthält 13 Baudenkmäler.

## Baudenkmäler nach Ortsteilen

### Kleinkahl
| Lage                      | Objekt                                          | Beschreibung                                                                                 | Akten-Nr.             | Bild           |
| ------------------------- | ----------------------------------------------- | -------------------------------------------------------------------------------------------- | --------------------- | -------------- |
| Kirchstraße 10 (Standort) | Katholische Pfarrkirche St. Josef der Bräutigam | Saalkirche mit Chorturm, unverputzter Bruchsteinbau mit Walmdach, 1812-1814, mit Ausstattung | D-6-71-135-1 Wikidata | weitere Bilder |

### Edelbach
| Lage                            | Objekt    | Beschreibung                                                                          | Akten-Nr.             | Bild           |
| ------------------------------- | --------- | ------------------------------------------------------------------------------------- | --------------------- | -------------- |
| Edelbacher Straße 20 (Standort) | Bildstock | Rundbogige Bildnische mit Pietà auf gemauertem Torpfeiler, Sandstein, bezeichnet 1726 | D-6-71-135-2 Wikidata | weitere Bilder |
| Kr AB 20 (Standort)             | Wegkreuz  | Kruzifix über Inschriftensockel, Dreinageltypus, Sandstein, bezeichnet 1776           | D-6-71-135-4 Wikidata | weitere Bilder |

### Großkahl
| Lage                            | Objekt   | Beschreibung | Akten-Nr.             | Bild           |
| ------------------------------- | -------- | --- | --------------------- | -------------- |
| Großkahler Straße 28 (Standort) | Wohnhaus | Zweigeschossiges giebelständiges Fachwerkgebäude mit Satteldach, dendro.dat. 1716 | D-6-71-135-5 Wikidata | weitere Bilder |
| Großkahler Straße 49 (Standort) | Wohnhaus | Zweigeschossiges giebelständiges Fachwerkgebäude mit Satteldach auf Kellersockel, das giebelständige Erdgeschoss massiv, 1. Hälfte 17. Jahrhundert                                                | D-6-71-135-6          | Wohnhaus       |
| Kinnersberg (Standort)          | Kruzifix | Quaderförmiger Inschriftensockel mit auskragender profilierter Abschlussplatte, darauf steinernes Kreuz mit gusseiserner Christusfigur, Dreinageltypus, Sandstein, bezeichnet 1891, 1989 erneuert | D-6-71-135-7 Wikidata | weitere Bilder |

### Großlaudenbach
| Lage                                  | Objekt           | Beschreibung | Akten-Nr.              | Bild           |
| ------------------------------------- | ---------------- | --- | ---------------------- | -------------- |
| Am Schmiedberg (Standort)             | Bildstock        | Auf Sockel Säule, vierseitiger Rundbogenaufsatz mit rundbogigen Bildnischen mit einer Pietà sowie reliefierten Kruzifixdarstellungen, Sandstein, 1683 | D-6-71-135-9 Wikidata  | weitere Bilder |
| Großlaudenbacher Straße (Standort)    | Bildstockkopf    | Auf erneuertem Sockel rundbogiger Volutenaufsatz mit reliefierter Kruzifixdarstellung, Sandstein, bezeichnet 1784                                     | D-6-71-135-10 Wikidata | weitere Bilder |
| Großlaudenbacher Straße 41 (Standort) | Doppelbauernhaus | Zweigeschossiger traufständiger Fachwerkbau mit Halbwalmdach, Laube und Freitreppen, 18. Jahrhundert, bezeichnet „1859“                               | D-6-71-135-14 Wikidata | weitere Bilder |
| Großlaudenbacher Straße 55 (Standort) | Wohnhaus         | Zweigeschossiges giebelständiges Fachwerkgebäude mit Satteldach auf Kellersockel, spätes 18. Jahrhundert, Keller bezeichnet „1617“                    | D-6-71-135-8 Wikidata  | Wohnhaus       |

### Kleinlaudenbach
| Lage                                                      | Objekt    | Beschreibung | Akten-Nr.              | Bild           |
| --------------------------------------------------------- | --------- | --- | ---------------------- | -------------- |
| Kleinlaudenbacher Straße / Heinrichsthaler Weg (Standort) | Bildstock | Auf Säule volutengeschmückter Rundbogenaufsatz mit reliefierter Kruzifixdarstellung, Sandstein, bezeichnet 1784, 1927 | D-6-71-135-12 Wikidata | weitere Bilder |
| Flurabteilung Zeil (Standort)                             | Bildstock | Hellchen nicht nachqualifiziert, im Bayerischen Denkmal-Atlas nicht kartiert                                          | D-6-71-135-13 Wikidata | weitere Bilder |
| Kleinlaudenbacher Straße 17 (Standort)                    | Wohnhaus  | Zweigeschossiges giebelständiges Fachwerkgebäude mit Satteldach auf Kellersockel, um 1800                             | D-6-71-135-11          | weitere Bilder |

## Ehemalige Baudenkmäler nach Ortsteilen
In diesem Abschnitt sind Objekte aufgeführt, die früher einmal in der Denkmalliste eingetragen waren, jetzt aber nicht mehr. Objekte, die in anderem Zusammenhang also z. B. als Teil eines Baudenkmals weiter eingetragen sind, sollen hier nicht aufgeführt werden. Aktennummern in diesem Abschnitt sind ehemalige, jetzt nicht mehr gültige Aktennummern.

### Edelbach
| Lage                            | Objekt       | Beschreibung                 | Akten-Nr.    | Bild |
| ------------------------------- | ------------ | ---------------------------- | ------------ | ---- |
| Edelbacher Straße 47 (Standort) | Fachwerkhaus | Um 1800 nicht mehr vorhanden | D-6-71-135-3 | BW   |